# Los Santos Inocentes (banda)
Los Santos Inocentes es una banda española de rock originalmente formada en 2008. Nació como la segunda banda de apoyo del músico español Enrique Bunbury, trabajando en todos sus álbumes y conciertos desde 2008 hasta 2022. En 2022, debido a los cambios profesionales en la carrera de Bunbury, Los Santos Inocentes decidieron seguir tocando por su propia cuenta. Su primer álbum, La orilla de los inocentes, fue lanzado el 11 de marzo de 2023.

## Historia
Los Santos Inocentes fue formada en 2008, entonces sin nombre, como la segunda banda de apoyo del músico español Enrique Bunbury, después de la disolución de su anterior grupo de apoyo, El Huracán Ambulante, en 2006. Los músicos contratados para la nueva banda fueron Álvaro Suite, Jordi Mena, Robert Castellanos, Jorge Rebenaque y Ramón Gacías, el último de los cuales fue parte de El Huracán Ambulante durante toda su trayectoria. Su primer trabajo con Bunbury fue su quinto álbum de estudio, Hellville de Luxe, publicado el 7 de octubre de 2008. En 2011, el percusionista Quino Béjar fue incorporado al grupo de músicos durante la grabación de Licenciado Cantinas. En 2017, Santi del Campo fue incluido en la banda como saxofonista a partir del álbum Expectativas.
En 2022, Bunbury anunció que abandonaría los conciertos debido a serios problemas de garganta, y más adelante decidió grabar su duodécimo álbum de estudio, Greta Garbo, con otros músicos, ya que no vio necesario que los músicos actuales que lo acompañaron en directo fueran los encargados de grabar sus discos posteriores. Debido a estos cambios, los siete miembros de Los Santos Inocentes decidieron seguir tocando juntos, ahora como banda independiente. En agosto de 2022, Los Santos Inocentes anunciaron su primer álbum de estudio, grabado en los estudios La Casamurada sin la participación de Bunbury.
Su álbum de estudio debut, La orilla de los inocentes, fue publicado de forma independiente el 11 de marzo de 2023. Aunque ningún sencillo fue lanzado de forma tradicional, el álbum fue precedido por los videoclips de los temas "El hombre gris" y "Los sueños de otros". En septiembre de 2023, la banda lanzó individualmente uno de los temas de La orilla de los inocentes, "Sadie", como su primer sencillo tradicional, acompañado de un 'lyric video' promocional.
En diciembre de 2023, Bunbury anunció que volvería a contar con Los Santos Inocentes como la banda de apoyo para los diez conciertos seleccionados de su gira de Greta Garbo, apodados los 'shows únicos', como parte de un regreso limitado y temporal a los escenarios previamente anunciado en mayo de 2023 junto al lanzamiento del álbum.

## Miembros
Aunque en un principio se reportó que Álvaro Suite iba a ser el vocalista de la banda, más adelante se aclaró que en realidad Los Santos Inocentes no tiene cantante fijo, sino que los integrantes cantan sus propios temas en una armonía de voces. Los siete miembros que componen la banda son:
- Álvaro Suite - Guitarra[8]
- Jordi Mena - Guitarra[8]
- Robert Castellanos - Bajo[8]
- Jorge Rebenaque - Teclados[8]
- Ramón Gacías - Batería[8]
- Quino Béjar - Percusión[8]
- Santi del Campo - Saxofón[8]

## Discografía

### Álbumes de estudio
| Año  | Título                     | Detalles                                                               |
| ---- | -------------------------- | ---------------------------------------------------------------------- |
| 2023 | La orilla de los inocentes | - Lanzamiento: 11 de marzo de 2023 - Discográfica: LSI (Autopublicado) |

### Sencillos
| Año  | Canción | Álbum                      |
| ---- | ------- | -------------------------- |
| 2023 | «Sadie» | La orilla de los inocentes |

### Videoclips
| Año  | Canción               | Director/Realizador   | Ref    |
| ---- | --------------------- | --------------------- | ------ |
| 2022 | "El hombre gris"      | SinPalabras Creativos | [ 17 ] |
| 2023 | "Los sueños de otros" | SinPalabras Creativos | [ 18 ] |
| 2023 | "Sadie" (Lyric Video) | SinPalabras Creativos | [ 19 ] |